# Campionati italiani assoluti di scherma del 1959
I Campionati italiani assoluti di scherma del 1959 sono stati organizzati dalla Federazione Italiana Scherma.
Nel fioretto, si sono aggiudicati i titoli dei campionati italiani Aldo Aureggi, alla sua prima affermazione e Bruna Colombetti, che ha vinto il suo terzo titolo dopo quelli del 1955 e del 1958.
Il titolo della spada è andato a Giuseppe Delfino, mentre nella sciabola a Luigi Narduzzi, entrambi alla loro prima affermazione.
Nei campionati italiani a squadre maschili il Circolo Scherma Fides ha vinto il secondo titolo nel fioretto, mentre la Società del Giardino di Milano ha vinto per la terza volta nella spada; nella sciabola c'è stato il secondo successo del C.S. Pessina Roma.
Il campionato italiano di fioretto a squadre femminile è andato per la seconda volta alla Società del Giardino di Milano.

## Podi

### Uomini
| Specialità  | Oro                           | Argento | Bronzo |
| Individuali |                               |         |        |
| Fioretto    | Aldo Aureggi                  | -       | -      |
| Spada       | Giuseppe Delfino              | -       | -      |
| Sciabola    | Luigi Narduzzi                | -       | -      |
| A squadre   |                               |         |        |
| Fioretto    | Circolo Scherma Fides -       | -       | -      |
| Spada       | Società del Giardino Milano - | -       | -      |
| Sciabola    | C.S. Pessina Roma -           | -       | -      |

### Donne
| Specialità  | Oro                           | Argento | Bronzo |
| Individuali |                               |         |        |
| Fioretto    | Bruna Colombetti              | -       | -      |
| A squadre   |                               |         |        |
| Fioretto    | Società del Giardino Milano - | -       | -      |